# 列夫·古米廖夫
列夫·尼古拉耶维奇·古米廖夫 (俄语：Лев Никола́евич Гумилёв，1912年10月1日—1992年6月15日）是苏联的历史学、民族学、人类学专家，以及波斯语翻译家。他以高度非正统的民族学和历史哲学理论而闻名，是欧亚主义的代表人物。

## 生平
1912年10月1日（儒略历9月18日），古米廖夫生于圣彼得堡。他的父母是两位著名诗人尼古拉·古米廖夫和安娜·阿赫玛托娃，两人在他7岁时离婚，父亲在他9岁时被处死。从1938年到1956年，列夫在古拉格劳改营度过他的大部分青春时光。他于1935年被内务人民委员部逮捕，后释放，但于1938年再次被捕，被判处5年监禁。服刑完毕后，他加入红军，参加了1945年的柏林战役。然而，他于1949年再次被捕，并被判处10年监禁。为了争取他的释放，阿赫玛托娃发表了一篇狂热的诗给约瑟夫·斯大林，这无助于释放列夫，不过有可能让她自己没被监禁。苏联国家安全部的秘密警察已经为她准备了逮捕令，但斯大林决定不签署。列夫和他的母亲之间的关系变得紧张，因为他指责她帮得不够。她在《 安魂曲》（1963年出版）中，描述了她对列夫被捕的感受，以及政治迫害的时代。

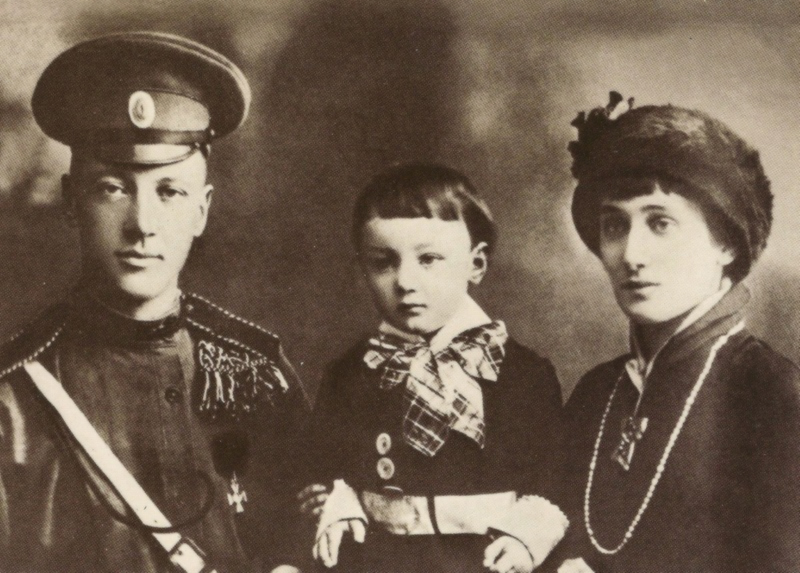
1913年，小列夫和父母在一起

1953年斯大林死后，古米廖夫加入埃尔米塔日博物馆，其馆长米哈伊尔·伊利亚罗诺维奇·阿尔塔莫诺夫成为他的导师。在阿尔塔莫诺夫的指导下，他开始对可萨人和草原民族研究感兴趣。在20世纪50年代和60年代，他参加了几次伏爾加三角洲和北高加索的远征。他提出了萨曼达尔考古遗址 以及与地质学家亚历山大·阿列克辛合作的里海迁移理论，作为可萨衰落的原因之一。1960年，他开始在列宁格勒大学发表演讲。两年后，他为关于古代突厥人的博士论文进行答辩。从20世纪60年代起，他在地理研究所工作，并为一篇地理学博士论文进行答辩。
尽管苏联官方否定他的想法，并禁止出版他的大多数专著，但古米廖夫却引起了许多公众的注意，特别是在改革重组时期的1985年至1991年。1992年6月15日，古米廖夫在圣彼得堡去世。作为他受欢迎程度的一个标志，1996年，哈萨克斯坦总统努尔苏丹·纳扎尔巴耶夫下令成立列夫·古米廖夫欧亚国立大学（Евразийский Национальный университет имени Л. Н. Гумилёва），建在哈萨克斯坦新首都阿斯塔纳中央广场的总统府对面。